# Куничне
Куничне, податки 14–15 ст. — збірна назва кількох податків, що сплачувалися на українських землях первісно в натуральній (хутром), а згодом — у грошовій формі:

1) весільний податок із підданих на користь господаря («куница выводная», або «куница свадебная», іменувався також поємщиною);

2) судовий податок (змирщина);

3) податок на користь державної скарбниці за право користуватися мисливськими, промисловими чи орними угіддями на території державного домену (куничне);

4) податок за право торгівлі харчовими продуктами.